# Mohammed Al-Hayaza
Prof. Mohammed bin Ali Al-Hayaza' (em árabe: محمد بن علي آل هيازع) é um químico e político da Arábia Saudita. Ele tem uma longa experiência no campo da educação e defendeu a excelência acadêmica e a pesquisa. É o atual presidente da Universidade Alfaisal desde (1 de março de 2015). Suas iniciativas reforçaram as oportunidades de aprendizado experimental e garantiram financiamento para pesquisas e empreendimentos visionários. Essas iniciativas ajudaram a Alfaisal University a conquistar uma posição de destaque no ranking global de universidades de uma das Top 800 (2017) para uma das Top 300 (2020) universidades do mundo de acordo com o Times Higher Education World University Rankings [Alfaisal University enfrentou críticas por suas reivindicações de ser a melhor universidade do mundo árabe e da KSA.]. prof. Alhayaza também atua como presidente do conselho escolar da Misk, membro do conselho de administração da KAUST, membro do primeiro conselho de assuntos universitários e membro do conselho da comissão de avaliação de educação e treinamento. Antes de ingressar na Alfaisal, Al-Hayaza atuou como vice-presidente de estudos de pós-graduação e pesquisa na Universidade King Khalid de 2002 a 2007 e presidente da Universidade de Jazan de 2007 a 2014. Na época de sua nomeação, a Universidade de Jazan tinha apenas três faculdades e 3.000 alunos, mas sob sua liderança, expandiu-se para 40 faculdades com uma matrícula de 70.000 alunos. Mais tarde, ele foi nomeado ministro da saúde em 2014. Em 2015, Al-Hayaza foi nomeado para o Conselho Shoura, onde atuou até 2016.

## Carreira
- Membro da Direcção da Comissão de Avaliação da Educação e Formação (janeiro de 2021 – presente) [7]
- Membro do conselho de assuntos universitários (março de 2020 – atual)
- Presidente do conselho escolar de Misk (junho de 2019 - presente)
- Membro do conselho de administração da KAUST (abril de 2018 – presente)
- Presidente da Universidade Alfaisal (março de 2015 – presente)
- Membro do Conselho Shura Saudita (14 de fevereiro de 2015 – 2016)
- Ministro da Saúde, Reino da Arábia Saudita (2104-2015)
- Presidente da Jazan University (24 de novembro de 2007 - 7 de dezembro de 2014)
- Vice-presidente de estudos de pós-graduação e pesquisa Universidade King Khalid (10 de agosto de 2002 a 23 de novembro de 2007)
- Professor, Departamento de Química King Khalid University (25 de abril de 2003 - 23 de novembro de 2007)
- Professor Associado, Departamento de Química da Faculdade de Ciências, Universidade King Khalid (19 de outubro de 1998 a 24 de abril de 2003)
- Reitor, College of Science King Khalid University (6 de outubro de 1999 - 9 de setembro de 2002)
- Reitor Interino, Faculdade de Ciência da Computação Universidade King Khalid (8 de junho de 2000 a 9 de agosto de 2002)
- Reitor Interino, Faculdade de Engenharia (14 de junho de 2001 - 9 de agosto de 2002)
- Reitor, Faculdade de Educação King Saud University, Abha Branch (4 de maio de 1997 - 6 de setembro de 1999)
- Professor Assistente, Departamento de Química da Faculdade de Ciências, King Saud University, Abha Branch (14 de julho de 1992 - 18 de outubro de 1998)
- Reitor Interino, College of Education King Saud University, Abha Branch (17 de outubro de 1996 - 24 de abril de 1997)
- Vice-reitor da Faculdade de Educação King Saud University, Abha Branch (22 de fevereiro de 1995 a 16 de outubro de 1996)
- Assistente de Ensino, Departamento de Química King Saud University (1 de janeiro de 1981 - 22 de julho de 1981)
- Assistente de Ensino, Departamento de Química Boston, MA EUA (1 de setembro de 1988 - 31 de maio de 1992)

## Comitês e Conselhos Nacionais e Internacionais
- Membro do Conselho de Assuntos Universitários.
- Presidente do Conselho de Administração da Misk Schools.
- Membro do Conselho de Administração da King Abdullah University of Science and Technology.
- Membro do Conselho de Curadores, Universidade Alfaisal[8]
- Presidente do comitê de seleção, Prêmio Internacional King Faisal de Ciência.
- Membro do Conselho de Administração da Associação Alghad.
- Membro do King Salman Award for Disability Research Membro do conselho de serviço público.
- Membro da Diretoria Escola Rei Faisal
- Membro do Conselho de Ensino Superior
- Diretoria Executiva do Ministério da Saúde, Presidente
- Conselho Consultivo Internacional do Ministério da Saúde, Presidente
- Conselho Consultivo Nacional do Ministério da Saúde, Presidente
- Conselho de Serviços de Saúde, Presidente
- Conselho Nacional de Seguro de Saúde, Presidente
- Comissão Nacional de Prevenção do Tabagismo, Presidente
- Conselho de Administração do King Faisal Specialist Hospital & Research Center, Presidente
- Conselho de Administração de Cidades Médicas e Centros Especializados, Presidente
- Comitê Nacional para o Cuidado dos Doentes Mentais e suas Famílias, Membro
- Ministros da Saúde do GCC, Membro
- Conselho da Função Pública, Membro
- Comissão Nacional de Controle de Drogas, Membro
- Autoridade Saudita de Alimentos e Medicamentos, Membro
- Vice-presidente da Universidade Jazan
- Membro do Conselho da Universidade King Khalid
- Membro do Conselho da Universidade King Saud
- Presidente do conselho científico KKU

## Publicações
- Scott C. Benson. Ping Cai, Marcelo Colon, Mohammed A. Haiza, Maritherese Tokles, John K. Snyder Uso de ácidos carboxílicos como agentes de solvatação quirais para a determinação da pureza óptica de aminas quirais por espectroscopia de RMN, J. Org. Chem. 1988, 53, 5335.[9]
- Mohammed Haiza, Junning Lee, John K. Snyder Sínteses assimétricas de Salvia miltiorrhiza abietanoid o-quinonas: metil tanshinonate, tanshinone IIB, tanshindiol B e 3-hydroxytanshinone; J. Org. Chem. 1990, 55, 5008.[10]
- A preparação e propriedades espectrais de 3.3.3. -Cr-Iamina tripropil; Poliedro, outono, 1992.
- Mohammed A. Haiza, Amitav Sanyal e John K. Snyder. Ácido O-nitromandélico: um agente de dissolução quiral para a determinação de RMN da pureza enantiométrica da diamina quiral, Chirality 9:556-562 (1997).[11]
- SA El-Assiery e MA Al-Haiza: Síntese de alguns novos derivados de pirimidina e pirimidina fundida, Jornal da Faculdade de Ciências da King Saud University, Segunda edição do volume 10, (1998).
- Mohammed A. Al-Haiza: espectroscopia de RMN unidimensional. Faculdade de Educação, Abha. (Aceito para publicação no Centro de Pesquisa).
- Saied A. El-Assiery e Mohammed A. Al-Haiza;: Síntese e Reações de 3-Arilideno-5-aril 2(3H) Furanonas. Revista Egípcia de Química. * Mohammed A. Haiza: Síntese de alguns novos derivados de 3,5-bisaril 1-2-pirazolina de atividades antimicrobianas esperadas. Touro Al-Azhar. ciência Vol. 8, nº 2, pp. 445–454, (1997).
- Mohammed A. Al Haiza, MS Mostafa e MY El-Kady: Síntese e Avaliação Biológica de Alguns Novos Derivados de Cumarina, Moléculas.[12]
- Mohammed A. Al Haiza, Reactions with 6-Phenyl-2-thioura Preparação de derivados de pirimidina substituídos e fundidos, J. Saudi Chem. Soc.,; Vol. 6, nº 1; pp. 71–82 (2002).
- Mohammed A. Al Haiza, Synthesis of Some New Compounds Containing The 2-phenyl-1H-Indolyl Moiety, JKSU. (Aceitaram).
- Mohammed A. Al Haiza, Síntese do novo ácido dispiro[Tiazolidina-2,2`-[1,3]diazetidina-4',2''-5,5''-diacético,a,a'-bis[2 -(3,4-dicorofenil)]-2-oxoetil]-4,4''dioxo, Revue Roumaine de Chimie, 2000, 45 (11), 1019-102.
- Mohameed A. Al Haiza, Síntese e Estudos Espectroscópicos de algumas Triazolopirimidinas e Pirimidotriazinas, JKKU. (Aceitaram).
- Mohammed A. Al Haiza, Saied Abdullah El-Assiery, Galal Hosni Sayed, Síntese e potencial atividade antimicrobiana de alguns novos compostos contendo a fração pirazol-3-ona, Acta Pharm. 51 (2001) 251-261.
- Mohammed A. Al Haiza, SA El-Assiery, MS Mostafa e AM El-Reedy, A Convenient Synthesis of Thiazolo[3,2-a]-and Triazolo[4,3-a]-Pyrimidines and Pyrimido[2,1- c] Triazine Derivatives, JKAU: Sci. Vol 12, pp 53–68 (1420 AH/ 2000 AD ).
- Mohamed M. Youssef e Mohammed A. Al Haiza, Synthesis of Some Pyrido[2',3':3,4]Pyrazolo[1,5-a]Pyrimidine, [1,5-a]-1,3,5- derivados de triazina e [5,1-c]-1,2,4-triazina, Egito. J. Chem. 43, nº 2, pp. 165-175 (2000).
- Seham Y. Hassan, Hassan M. Faidallah, Abdel Moneim El-Massry, Mohammed A. Al Haiza e Mohamed M. El-Sadek, Síntese e reações de pirol 2-metil-3-substituído ou (furano)-5-tiosemicarbazona derivados, J. Saudi Chem. Soc.; Vol. 3 nº 2, pp. 171-176 (1999).
- Mohammed A. Al Haiza, SA El-Assiery e M. El-Kady, Reactions of 3-(p-Phenyl)-Benzoyl Propionic Acid with aromatic Aldehydes and some nitrogen Nucleophiles, Egypt J. chem.. 42, No. 1, pp. 83–90 (199).
- Mohammed A. Al Haiza, MSMostafa e MYEl.Kady, Preparação de alguns novos derivados de cumarina com atividade biológica, JKFU (Aceito).
- Maomé . A. Al-Haiza, SA El-Assiery, GH Sayed e A.Fouda, Synthesis of Some New Quinoline, Indazole, Benzisoxazole, Quinazoline and Chromene Derivatives. Touro Al-Azhar. ciência Vol. 13, nº 1 (junho): pp. 75–85, 2002.
- 21 MAAl-Haiza, MS Mostafa e MY El-Kady: Síntese e Avaliação Biológica de Alguns Novos Derivados de Cumarina. Molecules 2003, 8, 275-286.